# Power Dynamos
Power Dynamos Football Club este un club de fotbal zambian din orașul Kitwe. Echipa joacă în prima ligă zambiană și este sponsorizată de Copperbelt Energy Corporation.Meciurile de pe teren proriu se joacă pe stadionul Arthur Davies cu o capacitate de 15.500 locuri. Principalii lor rivali sunt cei de la Nkana FC și Zesco United FC. Dynamos este cunoscută pentru faptul că joacă un fotbal spectaculos, mai ales împotriva rivalilor săi, fapt pentru care fanii fotbalului zambian iau cu asalt stadiaonele. Culorile sale sunt galben / negru. 

## Performanțele clubului
Clubul a participat de cinci ori în Liga Campionilor Africani, în 1984, 1991, 1994, 1997, 2000, 2011, 2023, 2025.
De asemenea, a participat de zece ori în Cupa Cupelor a Africii, în 1981, 1982, 1986, 1988, 1989, 1991, 1992, 1994, 1999 și 2003. A câștigat această competiție în 1991, câștigând în finală împotriva clubului nigerian BCC Lions. În cele din urmă, a jucat de două ori în Cupa Confederației, în 2013 și 2015.

## Legături externe
- Site-ul oficial al Clubului